# Joe Aiello
Giuseppe "Joe" Aiello (pronunciación en italiano: /dʒuˈzɛppe aˈjɛllo/; 27 de noviembre de 1890-23 de octubre de 1930) fue un contrabandista de licor siciliano y líder del crimen organizado en Chicago durante la Ley Seca. Fue más conocido por su largo y sangriento enfrentamiento con el jefe del Chicago Outfit Al Capone.
Aiello fue el cerebro de varios intentos fallidos de matar a Capone y luchó contra su antiguo socio de negocios Antonio Lombardo, un aliado de Capone, por el control de la sucursal de Chicago de la sociedad de beneficencia Unione Siciliana. Se cree que Aiello y su aliado Bugs Moran arreglaron el asesinato de Lombardo, que directamente llevó a Capone a organizar la Matanza de San Valentín en venganza.
A pesar de haber sido obligado a huir de Chicago varias veces durante la guerra de bandas, Aiello acabó tomando el control de la Unione Siciliana en 1929, y ocupó el séptimo puesto en la lista de principales enemigos públicos de la Chicago Crime Commission. Aiello fue asesinado de 59 balazos luego de que pistoleros de Capone lo emboscaran cuando salía del edificio de departamentos donde se estaba escondiendo en Chicago. Después de su muerte, el Chicago Tribune lo describió como "el gánster más duro en Chicago, y uno de los más duros del país".

## Primeros años
Aiello nació el 27 de septiembre de 1890 en Bagheria, Sicilia, hijo de Carlo Aiello. Formaba parte de una familia grande y empobrecida de, por lo menos, nueve hermanos y muchos primos. Su madre murió cuando era niño. En julio de 1907, a los 17 años, Aiello emigró a los Estados Unidos para unirse a familiares que ya vivían ahí. Luego de llegar a Nueva York en barco, trabajó en una serie de trabajos menores en Búfalo y Utica, antes de conectarse con su padre, sus hermanos y primos en Chicago. La familia estableció varios negocios tanto en Nueva York como en Chicago, incluyendo la financieramente exitosa panadería "Aiello Brothers Bakery", y se convirtieron en importadores de alimentos como aceite de oliva, queso y azúcar.
Aiello fue el copropietario de un negocio de importación de queso con un socio siciliano, Antonio "Tony the Scourge" Lombardo, un aliado de la figura del crimen organizado Al Capone. Aiello fue el presidente de la compañía, que se llamaba Antonio Lombardo & Co., y se decía que Capone había prestado a ambos el monto de $100,000 para empezar el negocio. Con la promulgación de la Ley Seca y el inicio del contrabando de licor, el negocio de importación de azúcar llevó a Aiello a tener contacto con el crimen organizado, junto con sus hermanos Dominick, Antonio, Andrew y Carlo. En Chicago hicieron una pequeña fortuna vendiendo azúcar y otros componentes caseros para la fabricación de alcohol a la familia criminal Genna, y Aiello ganó suficiente dinero para comprarse una mansión de tres pisos en Rogers Park. Sin embargo, ansiaba prestigio y reconocimiento además de dinero, algo que estaba ganando a medida que se iba haciendo conocido como el principal jefe del crimen organizado de Chicago. Cuando la familia Genna perdió el poder en Chicago tras las guerras de bandas, los Aiello se sintieron como herederos de su territorio.

## Inicio de la enemistad con Al Capone

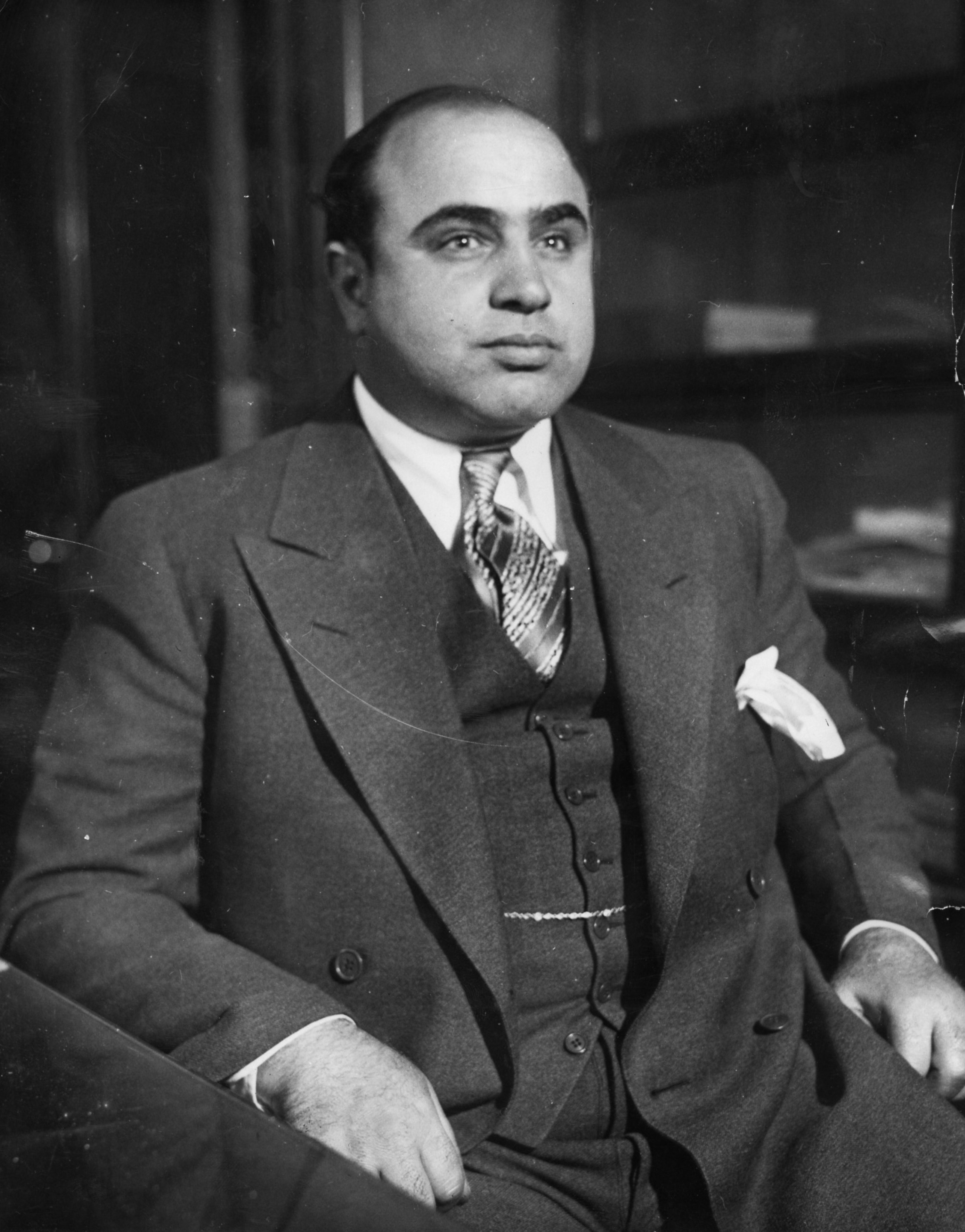
Joe Aiello hizo varios intentos infructuosos para asesinar a su rival, Al Capone (en la foto).

En noviembre de 1925, Lombardo fue nombrado presidente de la Unione Siciliana, una sociedad de beneficencia siciliano-estadounidense que había sido corrompida por los gánsters. Un furioso Aiello, que quería esa posición para sí mismo, creyó que Capone era el responsable del ascenso de Lombardo y tomó a mal los intentos de no sicilianos de manipular los asuntos internos de la Unione. Aiello cortó todo enlace personal y de negocios con Lombardo e inició una enemistad con él y con Capone, esencialmente dando término a un tratado de paz entre las bandas de Chicago que había estado vigente desde el asesinato en 1926 del rival de Capone Hymie Weiss. Aiello se alió con varios otros enemigos de Capone, incluyendo a Dean O'Banion, y el trío formado por Billy Skidmore, Barney Bertsche y Jack Zuta, quienes administraban juntos casas de vicio y apuestas, aunque se hicieron menos receptivos a Aiello luego de que Capone personalmente se acercara y amenazara a Skidmore. Mientras los periódicos falsamente informaban que Aiello había entrado en una alianza activa con George "Bugs" Moran y su North Side Gang en ese momento, Moran de hecho no escogería ningún bando hasta después, y a cambio apoyaba de manera privada a Aiello desde fuera sin participar activamente.
Aiello planeó eliminar tanto a Lombardo como a Capone, y a partir de la primavera de 1927 hizo varios intentos para asesinar a Capone. En una ocasión, ofreció dinero al cocinero del restaurante de Joseph "Diamond Joe" Esposito Bella Napoli Café, que era el favorito de Capone. El plan era poner ácido prúsico en la sopa de Capone y Lombardo. Los reportes indican que ofreció entre $10,000 y $35,000. Por el contrario, el cocinero le contó el plan a Capone, quien respondió despachando hombres para destruir una de las tiendas de Aiello en West Division Street con ametralladoras. Mas de 200 balas se dispararon a la Aiello Brothers Bakery el 28 de mayo de 1927, hiriendo al hermano de Joe, Antonio. Durante el verano y el otoño de 1927 varios pistoleros que Aiello contrató para matar a Capone fueron asesinados. Entre ellos estaban Anthony Russo y Vincent Spicuzza, cada uno de los cuales habían recibido ofertas de $25,000 de Aiello para matar a Capone y a Lombardo. Aiello eventualmente ofreció una recompensa de $50,000 a cualquiera que eliminara a Capone. Al menos 10 pistoleros intentaron recabar la recompensa de Aiello pero terminaron muertos. El aliado de Capone Ralph Sheldon intentó matar tanto a Capone como a Lombardo para cobrar la recompensa, pero la red de inteligencia del sicario de Capone Frank Nitti se enteró de la transacción y le dispararon a Sheldon frente a un hotel del West Side, aunque sobrevivió.

## La guerra contra Capone se intensifica
En noviembre de 1927, Aiello organizó emboscadas con ametralladoras frente a la casa de Lombardo y de una tienda de cigarros frecuentada por Capone, pero esos planes fallaron luego de que un chivatazo anónimo llevara a la policía a realizar redadas en varias direcciones y arrestar al pistolero de Milwaukee Angelo La Mantio y otros cuatro pistoleros de Aiello. Luego de que la policía descubriera recibos de los apartamentos en los bolsillos de La Mantio, éste confesó que Aiello lo había contratado para matar a Capone y a Lombardo, llevando a la policía a arrestar al mismo Aiello y llevarlo a la comisaría de policía de South Clark Street. Luego de enterarse del arresto, Capone envió casi dos docenas de pistoleros para hacer guardia afuera de la comisaría y esperar la liberación de Aiello. Los hombres no tuvieron la mínima intención de esconder sus intenciones y los reporteros y fotógrafos acudieron a la escena para observar el esperado asesinato de Aiello. Los sicarios de Capone Frank Perry, Sam Marcus y Louis "Little New York" Campagna fueron arrestados cuando trataron de entrar y los pusieron en la celda contigua a la de Aiello, al que Campagna le dijo: "Estas muerto, amigo, muerto. No vas a llegar caminando al final de la calle". Aiello rogó piedad y prometió vender sus posesiones y abandonar Chicago con su familia si lo dejaban huir, pero Campagna rechazó su pedido. Cuando fue liberado, Aiello recibió una escolta policial hasta afuera de la comisaría de policía por su seguridad. Luego no se presentó en una citación judicial cuando su abogado alegó que había sufrido un ataque nervioso. Aiello desapareció con algunos miembros de su familia y huyó a Trenton, Nueva Jersey, desde donde continuó su campaña contra Capone y Lombardo.
El hermano de Aiello, Dominick, regresó a Chicago en enero de 1928 para atender asuntos familiares mientras su hermano se quedaba en Nueva Jersey. Un día recibió una llamada telefónica advirtiéndole que saliera de la ciudad, luego de lo cual la Aiello Brothers Bakery fue disparada por pistoleros. Aiello se alió brevemente con el antiguo pistolero de Capone y amigo Frankie Yale, reuniéndose con él regularmente en Nueva York y planeando el derrocamiento de Capone, hasta que Yale fue asesinado. Se dijo que Aiello entonces huyó a Wisconsin bajo la protección de la familia criminal de Milwaukee, y también, brevemente, se refugió en Búfalo con su aliado allí, el jefe de la familia criminal Stefano Magaddino. Con Aiello aún escondido, Capone empezó a apuntar a sus hombres y mató a varios en los siguientes años, incluyendo su hermano Dominick. Aiello regresó a Chicago en el verano de 1928 y una vez más se acercó a Moran, cuya relación con Capone había empeorado, haciéndolo mucho más receptivo a una alianza activa con Aiello. Conspiraron para eliminar a Lombardo, un tarea que asignaron a los sicarios Frank "Tight Lips" y Peter Gusenberg. Lombardo fue asesinado en una transitada calle de Chicago el 7 de septiembre de 1928 y, aunque nunca fue arrestado, se cree que al menos uno de los hermanos Gusenberg estuvo entre los pistoleros. Luego de la muerte de Lombardo, Aiello intentó elevar a su aliado Peter Rizzito a la posición de la Unione Siciliana, pero Rizzito fue asesinado por disparos de escopeta afuera de su casa.

## Ascenso como líder de la Unione Siciliana
Se creía que Aiello había planeado el asesinato de Pasqualino "Patsy" Lolordo, el sucesor de Lombardo como jefe de la Unione, quien fue asesinado en su casa el 8 de enero de 1929. La policía alega que Aiello sugirió una tregua con Lolordo, y cuando Lolordo invitó a Aiello a su casa para un brindis de amistad, Aiello y otros dos le dispararon. Cuando la policía interrogó después a la viuda de Lolordo, ella gritó cuando se le mostró una foto de Aiello pero se negó a explicar por qué estaba asustada ni respondió preguntas sobre él. Capone contratacó a Moran organizando la Matanza de San Valentín, un golpe que eliminó a los hermanos Gusenberg, diezmó las fuerzas de Moran y resultó en la pérdida de una gran parte del apoyo de Aiello. Poco después, Aiello persuadió a los sicarios de Capone Albert Anselmi y John Scalise de traicionar a su empleador y convenció al mafioso Joseph "Hop Toad" Giunta, el nuevo presidente de la Unione Siciliana, a apoyarlo en el plan de eliminar a Capone y tomar el control del lado norte de Chicago luego de la salida de Bugs Moran. Sin embargo, Capone se enteró de los planes de Aiello en abril de 1929 y mató a los tres hombres.
La violenta venganza contra Aiello indirectamente lo llevó a convertirse en presidente de la Unione. Durante una conferencia en Atlantic City, varios jefes mafiosos apoyaron la promoción de Aiello con la esperanza de restaurar el orden en Chicago, y Capone aparentemente aceptó la decisión, por lo menos temporalmente. Se dice que el jefe mafioso retirado de Chicago Johnny Torrio medió un acuerdo de paz entre Capone, Aiello y Moran, en el que ellos aceptaron terminar la guerra y los asesinatos. Sin embargo, el acceso de Aiello coincidió con el tiempo que Capone pasó en prisión por un año por llevar un arma escondida, lo que Aiello vio como una oportunidad para tomar el control de parte del territorio de Capone y seguir planeando su asesinato. Aiello ganó cierta notoriedad a nivel nacional por esta época al ocupar el séptimo puesto en la lista de enemigos públicos del presidente de la Chicago Crime Commission Frank J. Loesch, publicada en abril de 1930, que identificó a las 28 principales personas que él consideraba estaban corrompiendo Chicago.
A través de sus jefes mafiosos aliados Magaddino y Gaspar Milazzo, Aiello arregló una reunión con Joe Masseria, el capo di tutti capi con base en Nueva York, buscando apoyo en sus esfuerzos contra Capone. Durante la reunión, Masseria ofreció apoyar a Aiello a cambio del control del lado este de Chicago, que le permitiría a Aiello mantener el lado oeste de la ciudad. La oferta ofendió a Aiello, quien amenazó a Masseria y le ordenó salir de la ciudad. En su turno, Masseria propagó falsos rumores de que Aiello intentó matarlo, dándole un pretexto para apoyar a Capone en venganza. El mafioso Joseph Bonanno luego describió un incidente clave que dio lugar a la Guerra de los Castellammarenses en Nueva York. Masseria apoyó abiertamente a Capone, requiriendo una fuerte alianza con él luego de la muerte del aliado de Masseria Giuseppe Morello. Él también ofreció territorio a Milazzo si traicionaba a Aiello, una oferta que Milazzo rechazó o consideró insultante. Como resultado, Aiello apoyó a Salvatore Maranzano en la guerra de los Castellamarenses, proveyendo a las fuerzas de Maranzano con $5,000 semanales para sus gastos de guerra.
Durante los primeros meses de 1930, Aiello organizó varios intentos de asesinato infructuosos contra los guardaespaldas de Capone, incluyendo a Jack McGurn, Phil D'Andrea y Rocco De Grazia. Aiello esperaba dejar vulnerable a Capone al vaciar a su seguridad, y Capone empezó a sospechar que Aiello tenía espías dentro del Chicago Outfit porque parecía que tenía conocimiento interno sobre dónde y cuándo estarían sus objetivos. En agosto de 1930, dos meses antes de la muerte de Aiello el fiscal del estado condujo una redada en la casa de Aiello, obteniendo registros como parte de una serie de redadas de parte de las fuerzas de gobierno de los Estados Unidos para luchar contra las actividades de las bandas mafiosas en Chicago.

## Muerte
En 1930, tras enterarse de que Aiello seguía conspirando contra él, Capone resolvió eliminarlo finalmente. En las semanas previas, los hombres de Capone lo rastrearon hasta Rochester, Nueva York, donde tenía conexiones a través de Magaddino, y planearon matarlo allí, pero Aiello regresó a Chicago antes de que el plan pudiera ser ejecutado. Aiello, angustiado por la constante necesidad de esconderse y los asesinatos de sus hombres en general, estableció su residencia en el apartamento de Chicago del tesorero de la Unione Siciliana Pasquale "Patsy Presto" Prestogiacomo en el 205 N. Kolmar Ave. Se mudó el 13 de octubre de 1930, y rara vez abandonaba el apartamento. Sin embargo, su esposa e hijo ocasionalmente lo visitaban y el biógrafo de Frank Nitti Mars Eghigian Jr. teorizó que las fuerzas de Capone ubicaron a Aiello al rastrear a los miembros de su familia. Hombres que se identificaron con los nombres de Morris Friend y Henry Jacobson alquilaron habitaciones en un apartamento al otro lado de la calle desde donde se podía observar el edificio de apartamentos de Prestogiacomo y empezaron a observar a Aiello. El 23 de octubre, Aiello hizo planes para abandonar Chicago definitivamente y mudarse, aparentemente, a México, aunque Prestogiacomo luego le contó a la policía que Aiello estaba simplemente abandonando la casa para una cita con el barbero. Al salir del edificio para subirse a un taxi, un pistolero en una ventana del segundo piso a través de la calle empezó a dispararle con una metralleta. Se dijo que Aiello recibió por lo menos trece impactos antes de caer por las escaleras del edificio y doblar la esquina, intentando salir de la línea de fuego. En cambio, fue directamente hacia el alcance de una segunda metralleta posicionada en el tercer piso de otro bloque de apartamentos, y fue subsecuentemente tiroteado.
Después de la emboscada, los dos presuntos tiradores huyeron de los edificios y escaparon en un sedan Ford; el automóvil fue luego encontrado incendiado y destruido. El cuerpo de Aiello fue subido al taxi y llevado al Garfield Park Hospital, donde fue declarado muerto. El forense encontraría y extraería 59 balas de su cuerpo, que pesaban en total casi medio kilo. Fue disparado más veces que cualquier otra víctima de la matanza de San Valentín. Una tercera ametralladora, que al final no se usó, fue descubierta después por la policía en otro edificio cercano, que había sido alquilado una semana antes del asesinato por un hombre que dio el nombre de Lon Celespe. La policía, los investigadores y agentes federales inmediata y públicamente especularon que Capone estuvo detrás del asesinato, notando que el uso de ametralladoras de precisión era típico de sus ataques. Sin embargo, al menos una historia de la prensa de la época especuló que Moran pudo haber estado detrás del golpe. Prestogiacomo, temiendo por su vida, se escondió por tres días luego de la muerte de Aiello y antes de entregarse a la policía. Fue acusado de cómplice del asesinato, un cargo que también se impuso contra John Sorce, un empleado de la compañía de importación de Aiello. Los detectives cuestionaron si Prestogiacomo proveyó a los enemigos de Aiello con información sobre su ubicación, algo que él negó vehemente. La policía afirmó que Prestogiacomo no colaboró y que mintió sobre su relación con Aiello. Los cargos contra Prestogiacomo fueron ante un jurado pero fueron finalmente desestimados. Frank Nitti también fue requerido por la policía para interrogarlo sobre este asesinato.
Más tarde algunos historiadores sugirieron que fuerzas mafiosas fuera de Chicago podrían haber estado detrás del golpe como parte de la guerra de los Castellammarenses, pero Virgil Peterson, un experto sobre el crimen organizado de Chicago, cree que el asesinato estuvo estrictamente relacionado con la guerra de bandas de la ciudad. La familia de Aiello encargó un ataúd de $11,000 para él. Antes de ser enterrado en el Riverside Cemetery en Rochester, Nueva York, Aiello fue inhumado originalmente en el Mount Carmel Cemetery en Chicago el 29 de octubre de 1930, cerca de su antiguo amigo convertido en su rival Lombardo. Capone continuó cazando a los aliados de Aiello incluso luego de su muerte. Un mes después de que Aiello fuera asesinado, la policía descubrió un nido de ametralladoras ocupado por supuestos hombres de Capone, en una casa opuesta a la residencia de cuatro hombres del grupo de Aiello. El sobrino de Aiello, Frank Aiello Jr., fue fatalmente disparado a través de una ventana mientras estaba jugando a las cartas en su casa en Milwaukee el 23 de mayo de 1931. Las autoridades pensaron que el asesinato estaba relacionado con la guerra de Chicago, a pesar de la aparente falta de lazos de Frank con el crimen organizado. La muerte de Aiello dejó a Capone efectivamente sin rival en su control sobre Chicago, y trajo setenta años de paz a la ciudad en términos del liderazgo del Chicago Outfit. Se creía que Aiello había sido responsable de las muertes de al menos 24 personas durante su vida, según el Chicago Tribune, que lo describió como "el gánster más duro en Chicago, y uno de los más duros del país".